# Brânză Gorgonzola

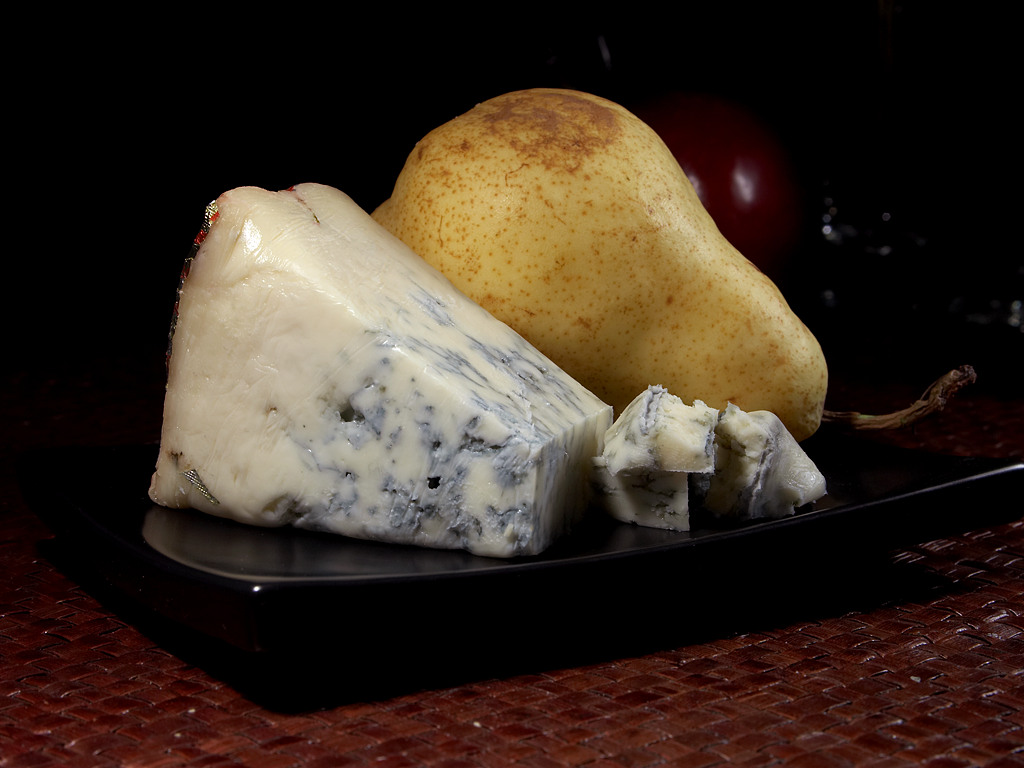
Brânză Gorgonzola şi o pară

Brânza Gorgonzola este o varietate de brânză cu mucegai italiană (fabricată prima dată în Gorgonzola), făcută din lapte de vacă, cheag și sare, cărora li se adaugă o cultură de mucegai, care îi dă culoarea albastră-verzuie caracteristică. 